# 彭阳古城址
彭阳古城址，位于宁夏回族自治区固原市彭阳县城内，是中华人民共和国宁夏回族自治区文物保护单位之一。
2005年9月15日，授予宁夏回族自治区文物保护单位，是一座古遗址。